# Centris muralis
Centris muralis là một loài Hymenoptera trong họ Apidae. Loài này được Burmeister mô tả khoa học năm 1876.